# 里海ひなこ
里海 ひなこ（さとみ ひなこ、11月11日）は、日本のイラストレーター、原画家、同人作家である。
血液型はAB型。

## 略歴
10代で萌え系の同人活動を始めた。
女子美術短期大学に推薦入学。
美少女ゲームなどで活動している原画家西又葵にスカウトされゲーム原画に参加した。
2009年ライトノベルの挿絵、ゲーム原画等の商業メインに活動中。
2010年リリースの美少女ゲームFloatingMaterialは、絵柄が人気を呼び初回6000本を超える予約で話題となる。直後にディレクターによる問題が起こったがキャラクター人気が高く後にアニメ化された。
2012年ソーシャルゲーム界に参入。キャラクターデザインと原画監修などのアートディレクションスタッフとして抜擢される。
2013年ソーシャルゲーム魔法少女マジカルクロイツではキャラクターデザインを担当。水樹奈々等に楽曲を提供している松井俊介やアニメ脚本家として活躍中の弐城燐らとの共演でユーザーからは支持を得ている。同年ソーシャルゲームガールズカジノバトルでは多数のキャラクターデザインを担当。設定されたアイドルキャラクターがレアカードで登場する。

## 画風
- 自身の絵柄に影響を与えた人物に☆画野朗と甘露樹を挙げている。
- ツーサイドアップの女の子と巨乳を好んで描いている（HJ文庫より）。

## 同人活動
- 『涼宮ハルヒの憂鬱』等。
- 2008年冬オリジナル作品『ヒトクイ』が同人書店とらのあなのランキングにランクイン。
- 2011年よりAndroid等スマートフォン向けの創作活動も行う。
- 2012年ソードアートオンライン本を日本と台湾で発行。二ヶ国で重版される。

## 主な参加作品
2008年
- FORTUNE ARTERIAL3（エンターブレインマジキュー・カバーイラスト）
- いもうと商店街（フランス書院〈美少女文庫〉・ジュブナイルポルノ挿絵）
- モエかん 〜緊急指令! 妹島を攻略せよ!〜（ファミ通文庫・イラスト）
- 21-Two One-（BasiL・原画）

2009年
- ラッキーメイド天くん（ホビージャパンHJ文庫・ライトノベル挿絵）
- びんかんレッスン（フランス書院〈美少女文庫〉・ジュブナイルポルノ挿絵）
- 夜明け前より瑠璃色なポスター（ソフトバンククリエイティブゲーマガ・カラーイラスト）

2010年
- ラッキーメイド天くん　お嬢様学校へ行こう！（ホビージャパンHJ文庫・ライトノベル挿絵）
- Floating Material(Biscotti・キャラクターデザイン及びコスチュームデザイン原案)元a1cディレクター石津雄一氏が起こした問題の為後にメーカーを離脱
- アールビバン株式会社（旧ジュネックス）主催版画展イラストレーターズパーティー(版画展示用イラストレーション)

2011年
- Mon chouchou里海ひなこイラスト集（Androidアプリ）
- moe petit里海ひなこイラスト集（Androidアプリ）

2012年
- カラデコ東方イラストレーションズ（Androidアプリ）
- 東方project抱き枕イラスト

2013年
- ソーシャルRPG魔法少女マジカルクロイツ(DMM.com・キャラクターデザイン及び原画監修,アートディレクション)
- ソーシャルカードゲームガールズカジノバトル(キャラクターデザイン及びアイドルキャラクター山口唯イラスト,ゲームタイトル原案)